# Zora (závod)
Zora je závod na výrobu čokoládových cukrovinek sídlící v Olomouci. Založen byl v roce 1898 a funguje dodnes, patří pod skupinu Nestlé.

## Historie
Nejdříve vznikla roku 1898 „První společná moravská továrna na cukrovinky a čokoládu v Olomouci, zapsané společenstvo s obmezených ručením“, která o rok později zahájila výrobu původně nečokoládových cukrovinek v pronajatých prostorách na Dolním náměstí. Výroba se brzy rozšiřovala a také se v roce 1908 její forma změnila na akciovou společnost s názvem „Akciová továrna na cukrovinky a čokoládu v Olomouci“. Kromě toho vznikla i značka „Zora“, hvězda či jitřenka, vysvětlovaná tehdy ale jako zdrobnělina jména Terezie, která posléze zlidověla a byla používána jako neoficiální název celé společnosti. O dva roky později se výroba přesunula do nově postavené továrny v tehdejším olomouckém předměstí Hodolany.
Během 20. a 30. let 20. století následoval velký rozvoj společnosti, denně produkovala až osm tun čokolády a k roku 1938 zde pracovalo 965 zaměstnanců. Továrna tehdy vyráběla vícero druhů čokolád – vanilkovou, na vaření nebo zlomkovou k jídlu, čokoládové tyčinky a figurky či různé čokoládové dezerty (olomoucký, berlínský, vídeňský a brněnský), dále kakao, kakaové máslo a kakaová zrna. Kromě toho i bylinné bonbony, želé, lízátka, oplatky, pastilky, dražé, karamely, dropsy apod. Nabídka z roku 1933 obsahovala celkem 663 položek.
Po znárodnění v roce 1948 byla společnost transformována na „Zora, továrna na čokoládu a cukrovinky, národní podnik“, kdy do ní byly začleněny další československé provozy na výrobu cukrovinek (mj. olomoucké firmy Mikšovský, Olfedo nebo Union). Sama se ale v 60. letech 20. století stala součástí národního podniku „Československé čokoládovny“ se sídlem v Praze. Po změně režimu byla olomoucká výroba součástí akciové společnosti „Čokoládovny Praha“, kterou v roce 1992 získal nadnárodní koncern Nestlé. Následně bylo investováno do továrny i jejích technologií, v Olomouci byla postavena nová hala, zprovozněny další linky a např. od roku 2004 sem byla převedena výroba cukrovinek značky Orion.